# Gobionotothen barsukovi
Gobionotothen barsukovi és una espècie de peix pertanyent a la família dels nototènids.
És un peix d'aigua marina, demersal i de clima polar que viu entre 100 i 140 m de fondària. Es troba a l'oceà Antàrtic: 53° 08′ S, 71° 49′ E.

## Observacions
És inofensiu per als humans.